# Hugo Friedrich von Eltz

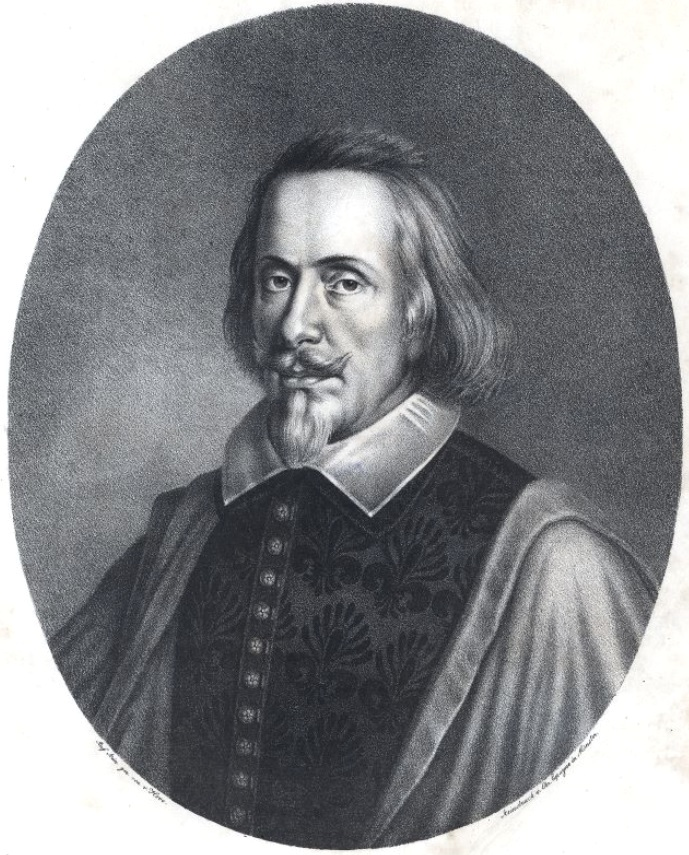
Hugo Friedrich von Eltz

Hugo Friedrich von Eltz (* 23. Juli 1597; † 19. Juli 1658 in Frankfurt) war Vertreter des Trierer Erzbischofs und Kurfürsten Philipp Christoph von Sötern beim Westfälischen Friedenskongress in Münster.

## Leben

### Herkunft und Familie
Hugo Friedrich von Eltz wurde als dritter Sohn des Johann Friedrich von Eltz-Blieskastel-Rodendorf (1560–1609, Amtmann in Blieskastel) und seiner Frau Helena von Seckendorff zu Rinhofen († 1624) geboren.

### Werdegang und Wirken
Hugo Friedrich erhielt Dompräbenden in Trier (1606), Mainz (1611) und Würzburg (1617), auf die er bereits im Jahre 1628 verzichtete. Seine Hauptwirkungsstätte lag in Trier, wo er 1631 Ober-Chorbischof und Archidiakon von St. Peter wurde. 1656 wurde er hier zum Domdechanten und in Mainz zum Domkantor gewählt. Beim Westfälischen Friedenskongress vertrat er den Erzbischof und Kurfürsten Philipp von Sötern, der im Jahre 1645 nach zehnjähriger kaiserlicher Gefangenschaft auf Drängen der französischen Seite freigelassen wurde. Am 18. Oktober 1645 traf Hugo Friedrich in Münster ein. Ende Juli oder Anfang August des folgenden Jahres zog er sich aus Münster zurück. Er starb am 19. Juli 1658 während der Feierlichkeiten zur Wahl des Kaisers Leopold I. und fand sein Grab in der Kapelle St. Peter und Paul im Dom zu Mainz. Sein Epitaph wurde etwa im Jahre 1800 aus dem Dom entfernt.

### Ehrungen
Hugo Friedrich und der ganzen Familie wurde am 19. Juni 1646 vom  Kaiser Ferdinand III. der Titel Edler verliehen.